# Компьютерная стратегическая игра

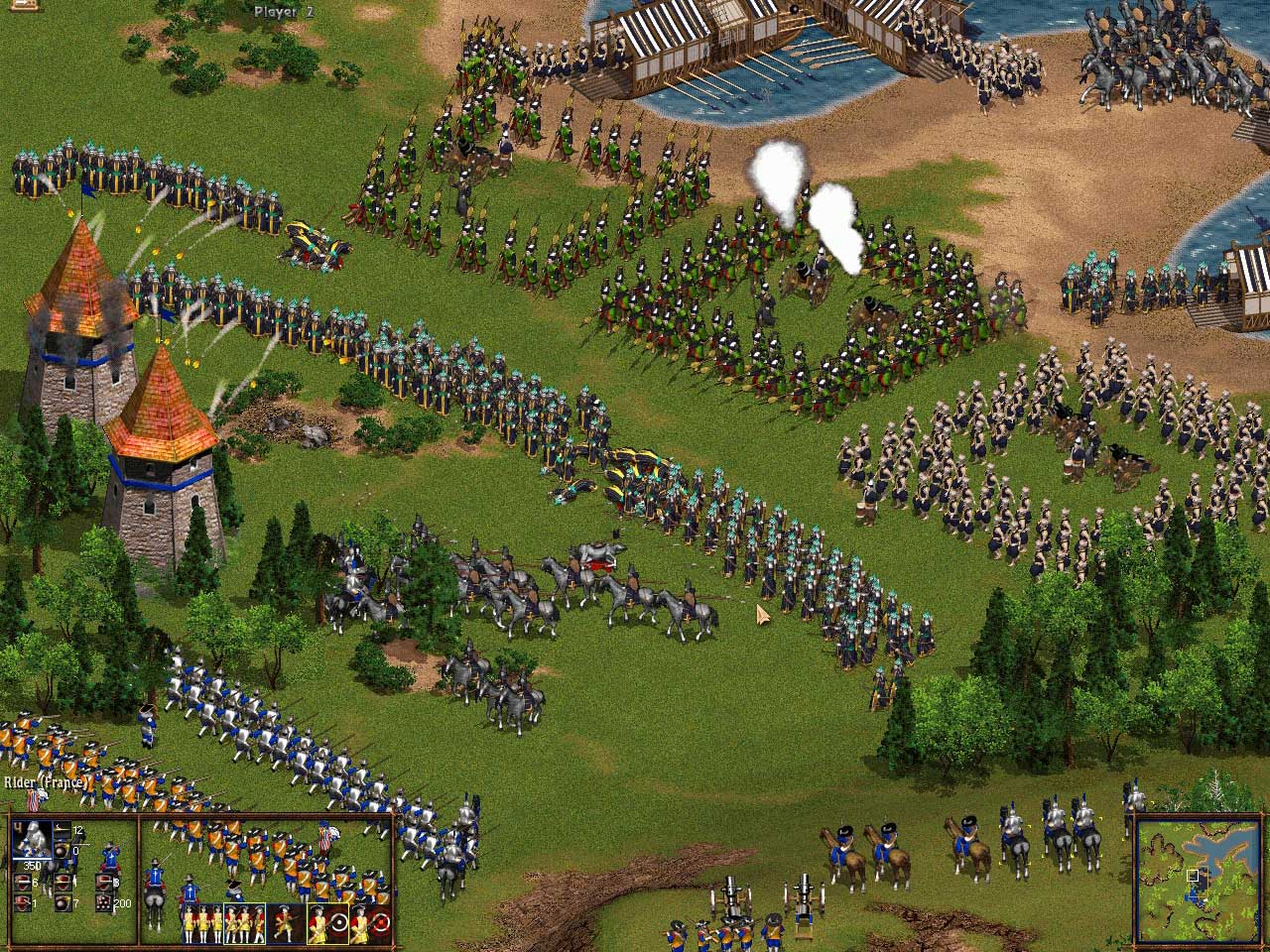
Бой в «Казаки: Европейские войны»

Стратегическая компьютерная игра (разг. «Стратегия») — один из основных жанров компьютерных игр, в котором игроку для победы необходимо применять стратегическое мышление. В популярных играх такого жанра игроку часто предлагается играть не за конкретного персонажа, а за их условные массы, к примеру, руководить строительством города или командовать целыми армиями в военных кампаниях.
Хотя стратегические элементы могут содержать и игры многих других жанров, в собственно стратегических играх основное внимание уделяется планированию высшего уровня, логистике и управлению ресурсами. Стратегии обычно делятся на две основные подкатегории: пошаговые и в реальном времени, но есть также ряд кросс-/поджанров стратегий, которые содержат дополнительные элементы, такие как тактика, дипломатия, экономика и исследование.
К стратегическим играм относят также абстрактные (Ataxx), настольные (шахматы, шашки, «Монополия»), с симуляцией менеджмента (M.U.L.E., Spaceward Ho!) и другие; особенности некоторых из них были переняты разработчиками сюжетных компьютерных стратегий в реалистичном, историческом или фантастическом сеттингах.

## История

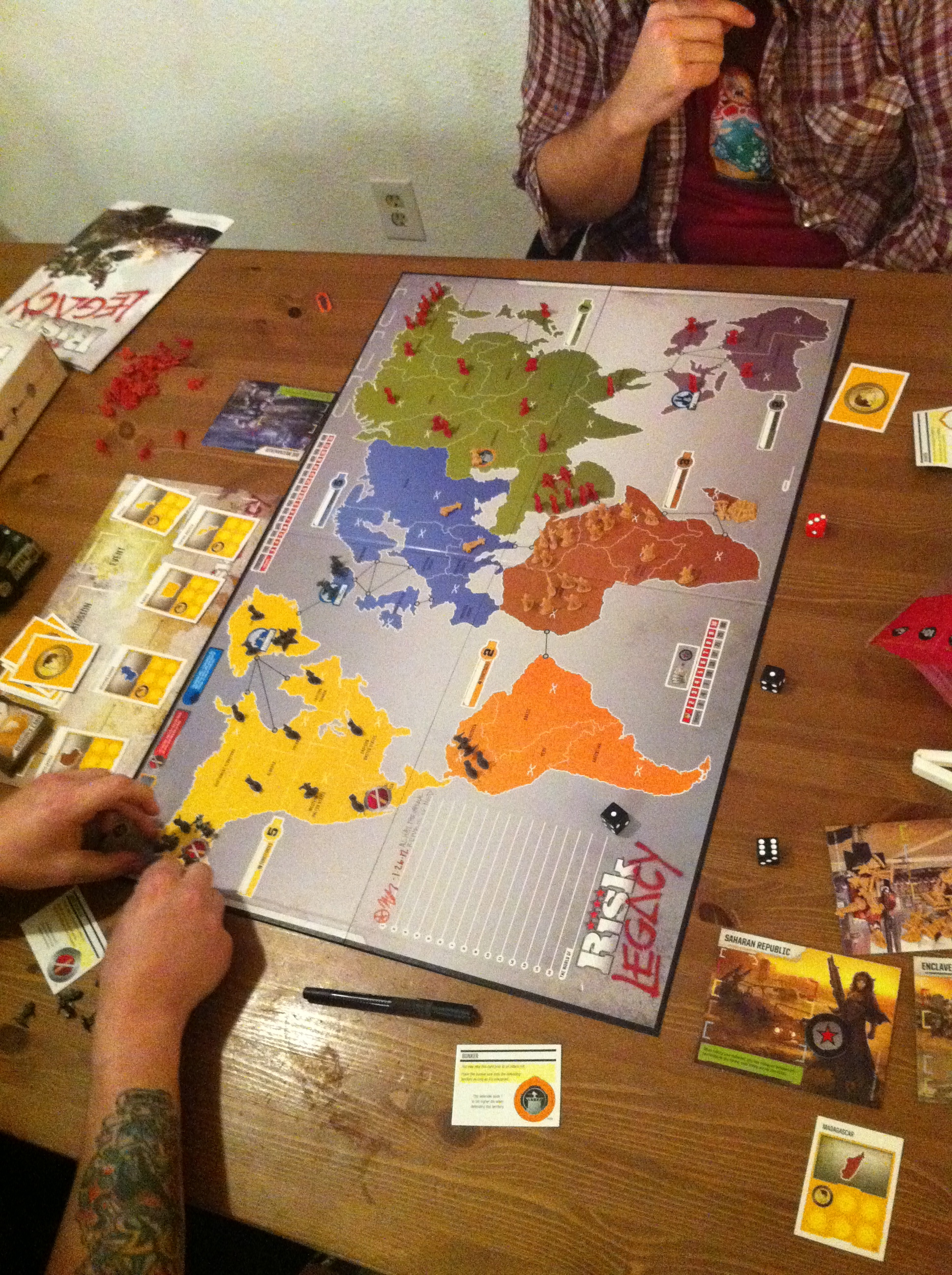
Первые компьютерные стратегии были адаптациями настольных, таких как «Риск»

Одной из ранних стратегических игр для компьютеров-мейнфреймов стала The Sumerian Game (1964) — текстовый экономический симулятор, в котором игрок должен был управлять шумерским городом Лагаш и распределять ресурсы. В 1972 году для телевизионной приставки Magnavox Odyssey была выпущена игра Invasion — адаптация настольной игры «Риск». Собственно на экране телевизора в ней отыгрывались лишь сражения, напоминавшие игру Pong, а стратегическая часть игралась на настольной доске.
Появление настоящих стратегических компьютерных игр произошло с выпуском микрокомпьютеров TRS-80 и Apple II, для которых началась волна адаптаций существующих настольных игр. Так, Computer Bismarck (1980) от компании Strategic Simulations Inc. (SSI) сильно напоминала настольную игру Bismarck от компании Avalon Hill; в последующие годы SSI и Avalon Hill обе выпускали компьютерные варгеймы, став ведущими производителями игр в этом жанре и прямо конкурируя друг с другом. Хотя некоторые из этих игр были всё ещё по сути настольными играми с цифровой составляющей и включали в себя бумажные карты и фишки, другие — как та же Computer Bismarck — уже отдавали роль противника компьютеру.
Игра Eastern Front (1941), выпущенная Atari в 1981 году, содержала уже более продвинутую симуляцию войны: игрок должен был учитывать множество факторов, таких, как погода и боевой дух солдат. Reach for the Stars (1983) предлагала игрокам строить космическую империю и с военной, и с экономической составляющей — эта игра содержала все признаки жанра 4X задолго до появления этого термина. Японская компания Koei выпускала серии глобальных стратегий наподобие серии Nobunaga's Ambition или Romance of the Three Kingdoms, основанные соответственно на истории средневековой Японии и древнего Китая — в них игрок должен был следить не только за армиями, но и за крестьянами и урожаями. Многопользовательская экономическая стратегия M.U.L.E. (1983) предлагала игрокам одновременно сотрудничать и конкурировать друг с другом в рамках единой экономики.
Herzog Zwei (1989), разработанная японской компанией Technosoft, стала первой стратегией в реальном времени — строго говоря, в ней игрок управлял напрямую лишь одним-единственным юнитом, но эта игра содержала все основные элементы жанра, включая микроменеджмент, ресурсную экономику и строительство баз; она также стала предвестником жанра MOBA, появившегося лишь в 2000-х годах. Herzog Zwei не была коммерчески успешной, но стала образцом для подражания для множества последующих игр. Колоссального успеха добилась Dune II (1992) от Westwood Studios, основанная на фантастическом романе «Дюна» Фрэнка Герберта; в ней игроки должны были в реальном времени добывать ценный ресурс — «пряность» и использовать его для создания солдат, военной техники и зданий. Dune II содержала длинную кампанию, состоящую из ряда отдельных миссий; её принцип «сначала сбор ресурсов, потом расширение» копировали многие последующие стратегии в реальном времени.
Симулятор бога Populous (1989) и градостроительный симулятор SimCity (1989) оказали большое влияние на жанр стратегий — Dune II или Civilization II заимствовали из них многие элементы, и такие игры и серии, выпущенные в последующие десятилетия, как Anno, Age of Empires, The Settlers или Dungeon Keeper совмещали в себе элементы градостроительного симулятора и военной стратегической игры с созданием юнитов и сражениями за территории. King’s Bounty (1990) и позже серия Heroes of Might and Magic сочетали элементы стратегических и компьютерных ролевых игр — в этих играх игрок управлял одним или несколькими «героями», которые путешествовали по карте мира, собирали армии, повышали свои характеристики и участвовали в сражениях, подобных варгеймам.
Программист Сид Мейер и основанная им в 1983 году компания MicroProse первоначально занимались авиационными симуляторами, но вскоре перешли и на разработку варгеймов, а от них — к сложным и инновационным стратегическим играм, ставшим важными вехами в развитии жанра: среди этих игр были бизнес-симулятор строительства железных дорог Sid Meier’s Railroad Tycoon (1990) и глобальная стратегия Sid Meier’s Civilization (1991), предлагавшая управлять цивилизацией на длинном историческом пути, от древнего мира до освоения космоса. За Civilization, ставшей первой игрой в серии Civilization, последовали другие 4X-игры от MicroProse, такие как Master of Orion и Master of Magic. X-COM: UFO Defense (1994), разработанная Джулианом Голлопом и ставшая первой в серии X-COM, сочетала в себе стратегическую и тактическую составляющую. Panzer General, выпущенная SSI в 1994 году, была схожа с традиционными варгеймами, но представляла собой более простую и доступную пошаговую стратегию на тему Второй мировой войны; она тоже повлекла за собой множество подражаний. Сид Мейер и Брайан Рейнольдс после ухода из MicroProse в 1996 году основали компанию Firaxis Games — она выпускала и новые части серии Civilization, и другие игры, как Sid Meier’s Alpha Centauri (1996) — пошаговую 4X-стратегию, схожую с Civilization, но примечательную необычайной гибкостью и множеством возможностей. Age of Empires (1997) от Ensemble Studios, будучи стратегией в реальном времени, заимствовала из серии Civilization концепцию развития и смены исторических технологий — от каменного века до железного.
Стратегия в реальном времени Warcraft: Orcs & Humans (1994), разработанная Blizzard Entertainment, в целом напоминала Dune II, но содержала многопользовательский онлайн-режим, позволявший игрокам сражаться друг с другом по локальной сети. Command & Conquer (1995) от Westwood и Warcraft II: Tides of Darkness (1995) от Blizzard напрямую соперничали друг с другом — обе эти игры включали в себя FMV-видеозаставки, развивавшие сложный сюжет и показывающие проработанные вымышленные миры, как вселенная Warcraft. Они обе также позволяли игроку выбирать сразу несколько солдат или единиц техники, обводя их растягивающейся рамкой с помощью компьютерной мыши. Многие последующие стратегии в реальном времени, как собственные разработки Westwood и Blizzard, так и игры-подражатели наподобие Dark Reign: The Future of War или Z, в целом воспроизводили модель, заложенную Command & Conquer, нередко с собственными добавлениями вроде разрушаемого рельефа местности.
Total Annihilation (1997), также будучи игрой в духе Command & Conquer, предлагала игроку управлять множеством разнообразных юнитов под началом мощного и универсального «командира»; её также отличала оригинальная экономическая модель с упрощённым поступлением ресурсов. Dungeon Keeper (1997) от Bullfrog необычным образом сочетала элементы менеджмента, строительства и сражений — в этой игре игрок выстраивал собственное фэнтезийное подземелье, привлекал туда «злых» монстров и оборонял от «добрых» героев. Оформленная в духе научной фантастики StarCraft (1998) от Blizzard, в целом воспроизводящая основные механики Warcraft, предлагала игрокам на выбор сильно отличающиеся друг от друга «расы» терранов, зергов и протоссов — у каждой расы строительство базы, сбор ресурсов и сражения были устроены по-своему, и игра была примечательна как «асимметричностью», так и выверенным балансом.
Когда на рубеже 1990-х и 2000-х годов многие жанры компьютерных игр перешли от двухмерной графики к трёхмерной, стратегические игры стали более нишевым и рискованным для разработчиков жанром — если в 1990-е годы многие стратегии выпускались и для игровых приставок, с начала и до конца 2000-х годах стратегии были преимущественно играми для персональных компьютеров. Хотя действие стратегических игр того времени почти всегда разворачивались на плоскости с видом сверху, Homeworld (1999) от Relic Entertainment предлагала игроку управлять космическими кораблями в полностью трёхмерном пространстве. Игры наподобие Ground Control (2000) или Sacrifice (игра) (2000) экспериментировали с трёхмерными картами и свободным управлением камерой; Majesty: The Fantasy Kingdom Sim (2000) была примечательна непрямым управлением юнитами. Игра Shogun: Total War (2000) от Creative Assembly и её продолжения — серия Total War — соединяли сражения армий в реальном времени с пошаговым геймплеем глобальных стратегий, где игрок должен был управлять государством на сложной карте со множеством провинций.
Warcraft III: Reign of Chaos (2002) стала важной вехой в развитии стратегий — здесь характерная для компьютерных ролевых игр концепция «героев», которых можно было развивать и снабжать экипировкой, была успешно соединена с геймплеем стратегий в реальном времени. Defense of the Ancients (2003), бесплатная пользовательская модификация к Warcraft III, заложила основы целого нового жанра MOBA. Warhammer 40,000: Dawn of War (2004) от Relic Entertainment была примечательна необычной для стратегий в реальном времени экономической механикой: игрок в ней должен был захватывать на карте особые контрольные точки и удерживать их — таким образом, действие в игре не сводилось к обороне или штурму хорошо укрепленных баз, как в играх по лекалам Command & Conquer, но включало в себя мелкие схватки по всей карте. Relic развила эти идеи в ещё более сложной и более близкой к тактическим симуляторам Company of Heroes (2006) — здесь на ход сражения влияло экипируемое оружие, укрытия и боевой дух солдат. Supreme Commander (2007) развивала идеи Total Annihilation, World in Conflict (2007) от Massive Entertainment стала наследницей Ground Control II. В целом, в 2000-х годах стратегии в реальном времени пришли в упадок; StarCraft II (2010), консервативная и сильно напоминающая предыдущие игры Blizzard, оставалась самой популярной стратегией в реальном времени на протяжении 2010-х и даже в 2020-х годах.
Civilization IV (2005) — очередная часть серии серии Civilization — стала не только первой трёхмерной игрой в серии, но и включала многопользовательский онлайн-режим, необычный для 4X-игр. Если 4X-игры были обычно пошаговыми, действие Sins of a Solar Empire (2008) разворачивалось в реальном времени — здесь управление империей и битвы с участием флотов космических кораблей происходили на одном экране, без разрыва. С начала 2000-х годов среди производителей глобальных стратегий особое место заняла Paradox Development Studio. Для игр, разрабатываемых Paradox, как Europa Universalis, Hearts of Iron или Crusader Kings, была характерна чрезвычайно глубокая симуляция различных аспектов управления государством, обширные карты со множеством провинций и геймплей в реальном времени с тактической паузой.
В начале 2010-х годах MOBA-игры превратились в крайне коммерчески успешный жанр; среди них главенствующие позиции заняли League of Legends (2009) от Riot Games и Dota 2 (2013) от Valve. XCOM: Enemy Unknown (2012) от Firaxis стала успешной «перезагрузкой» серии X-COM; здесь игрок управлял меньшими, чем в предыдущих играх серии, отрядами солдат, с очень простым и наглядным интерфейсом, делавшим игру доступной широкой аудитории. С подъёмом инди-игр в 2010-х годах появилось множество оригинальных стратегий — так, Invisible, Inc. от Klei Entertainment соединяла геймплей XCOM со стелс-играми, делая акцент не на уничтожении врагов, а на перемещении незаметно от них; Endless Legend (2014) разнообразила геймплей 4X-стратегий, вводя разнообразные и сильно отличающиеся друг от друга «расы» каждая со своими механиками и правилами игры.

## Классификация стратегий
Все компьютерные стратегии относятся к двум основным типам:
- стратегия в реальном времени (RTS, англ. real time strategy)
- пошаговая стратегия (TBS, англ. turn-based strategy).

Классификация по времени действия относится лишь к принципу временной организации в игре и не имеет никакого отношения к присутствию или отсутствию таких элементов геймплея, как строительство базы, добыча ресурсов и подобных.

#### Пошаговая стратегия/TBS

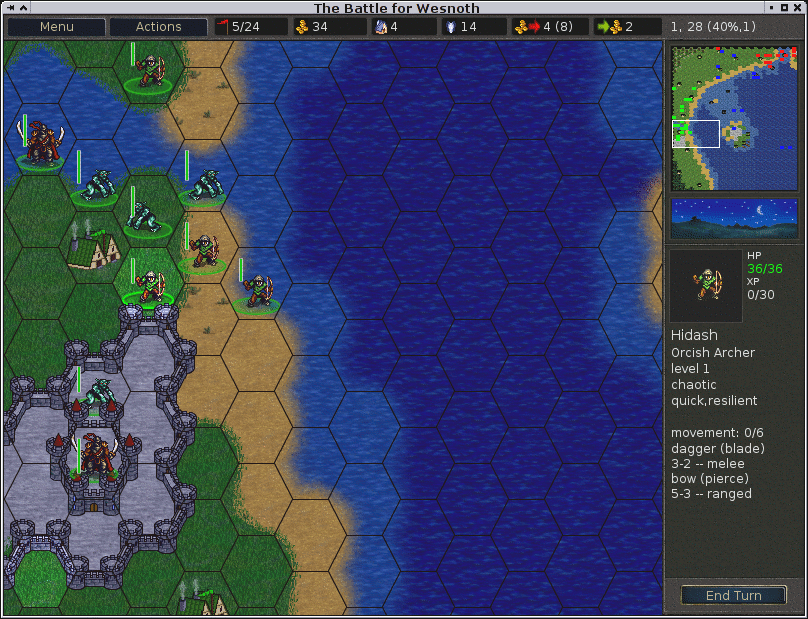
Battle for Wesnoth — свободная пошаговая стратегия

TBS (англ. turn-based strategy). Пошаговые стратегии — игры, в которых игроки производят свои действия по очереди. Пошаговые стратегии появились раньше RTS и отличаются значительно большим разнообразием. Разделение игрового процесса на ходы отрывает его от реальной жизни и лишает игру динамизма, в результате чего эти игры не так популярны, как стратегии в реальном времени. С другой стороны, в TBS у игрока гораздо больше времени на размышление, во время совершения хода его ничто не торопит, что позволяет уделять больше времени планированию.
Особый подвид пошаговых стратегий представляют игра Scorched Earth и произошедшая от неё серия Worms. В них много общего с жанром аркады, логическое мышление и выбор правильных решений почти не требуется, игрок управляет очень небольшим числом персонажей (в Worms — командой из нескольких червяков) или вообще одним (Scorched Earth). Тем не менее, эти игры относят к пошаговым стратегиям.

#### Стратегия в реальном времени/RTS

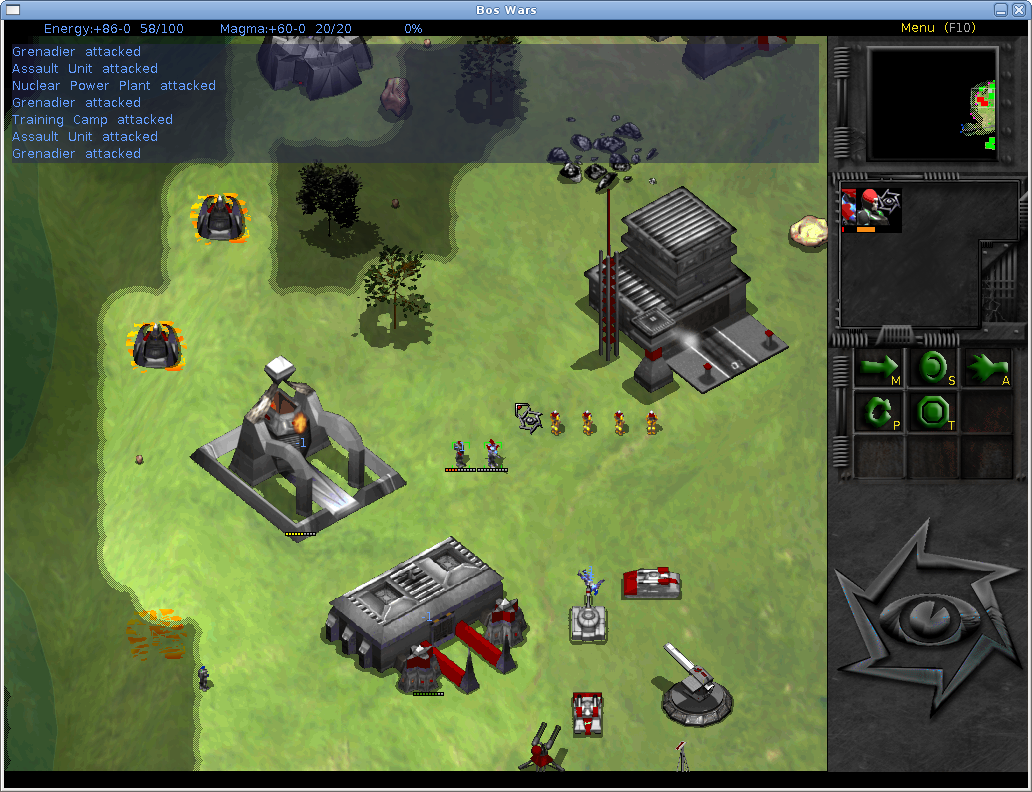
Скриншот Bos Wars, свободной стратегии реального времени

RTS (от англ. real time strategy; стратегия в режиме реального времени). В этих стратегиях игроки производят свои действия одновременно. Они появились несколько позже пошаговых, а первой получившей известность игрой этого жанра была Dune II (1992), сюжет которой основан на одноимённом произведении Фрэнка Герберта. В настоящее время жанр стратегий в реальном времени стал весьма широк и включает игры совершенно разного типажа — от тактических варгеймов до глобальных стратегий, поэтому классические стратегии в реальном времени вроде Dune традиционно называют «классическими RTS». Особый подвид представляют собой стратегии в реальном времени с активной паузой, где игроку предоставляется возможность поставить игру на паузу и раздать необходимые приказы (например, Europa Universalis IV).
Во времена выхода Dune II сформировались общие принципы классических стратегий в реальном времени (часть из них общие с другими стратегиями):
- Экономика в игре носит вспомогательный характер и нацелена на сбор ресурсов;
- В основе экономики лежат здания, которые можно строить и разрушать. Именно они строят юниты (см. ниже) и проводят исследования. Иногда строительство производят особые юниты, иногда (как в Dune) — другие здания. Некоторые строения могут атаковать противника сразу после окончания строительства, некоторые после специальных усовершенствований;
- Сбор ресурсов осуществляется особыми юнитами в специально предусмотренных для этого местах (в Dune это поля спайса), после чего они переносятся к специальному зданию на базе и только после этого поступают в распоряжение игрока;
- Ресурсы могут быть разных видов (например, золото, древесина, деньги, металл, уголь) и расходуются на строительство юнитов и зданий (также на это уходит время);
- Юнит (unit) — любая боевая единица (пехотинец, танк, самолёт, корабль), которая обычно может атаковать другие юниты и здания и уничтожать их. Юниты имеют параметры, главными среди которых являются «очки здоровья», наносимые повреждения, броня (уменьшающая наносимый юниту урон), скорость. Юнит может включать в себя и несколько солдат (танков, артиллерийских орудий и т. д.), но в этом случае командовать ими по отдельности нельзя. Некоторые юниты не могут атаковать и предназначены для сбора ресурсов, строительства зданий, транспортировки других юнитов;
- Все здания и юниты имеют радиус обзора, дальше которого «видеть» они не могут;
- Игрок может видеть, что происходит только на тех территориях, что попадают в радиус обзора его строений и юнитов. Те территории, на которых он ещё не был, закрашены чёрным. Те, на которых его войска уже были, но в данный момент не могут их видеть, покрыты так называемым «туманом войны» (Fog of War), который обычно позволяет видеть ландшафт этой местности и находящиеся там здания (такими, какими они были в последний момент, когда их видели юниты игрока), но не позволяет видеть передвижения противника и связанные с этим возможные изменения ландшафта.

#### Тактическая стратегия
Тактические стратегии представляют собой симуляцию тактики как в реальном времени, так и в пошаговом режиме, тем самым подразделяясь на жанры RTT (Real-Time Tactics) и TBT (Turn-Based Tactics). В отличие от классических RTS, в данных стратегиях игроку не приходится заниматься менеджментом базы или добычей ресурсов, тем самым данные игры сконцентрированы в большей степени на тактике ведения боевых действий в условиях заранее заданного количества войск и/или ресурсов. Возможность получения подкреплений и дополнительных ресурсов в таких играх либо отсутствует вовсе, либо на ней не делается основной акцент. Примеры: World in Conflict, Achtung! Cthulhu Tactics, серия Jagged Alliance.

#### Браузерная онлайн-стратегия
Стратегии, сочетающие основные элементы классической RTS с возможностью коллективной игры с большим количеством игроков по сети Интернет. Примерами браузерных онлайн-стратегий могут служить игры Травиан, My Lands, OGame, Сфера Судьбы, Война племён.

#### Симулятор строительства и управления
Симуляторы строительства и управления — жанр компьютерных игр, стоящий на стыке симуляторов и стратегий. Они могут быть посвящены строительству города, парка развлечений и других объектов, при этом предлагая экономические испытания в противовес военным и тактическим. Условно их можно разделить на несколько поджанров.

##### Градостроительная стратегия
Градостроительные стратегии (англ. city-building games) посвящены строительству городов и поселений. В них игрок занимается строительством собственного города и решает связанные с этим задачи и испытания — например, строит жильё и борется с автомобильными пробками.

##### Экономическая стратегия

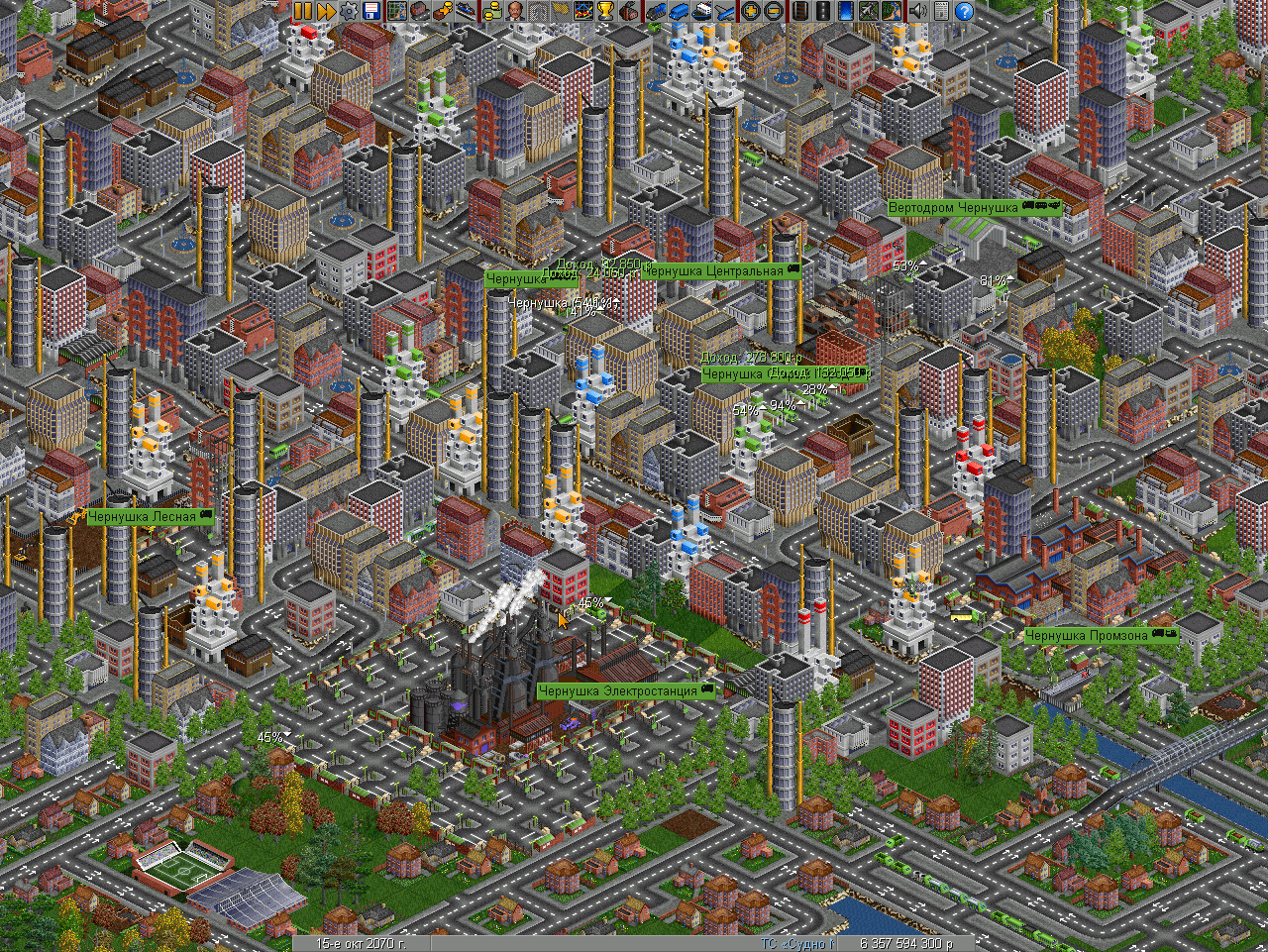
OpenTTD — свободный клон Transport Tycoon Deluxe, в котором игрок управляет транспортной компанией

Экономические стратегии (англ. business simulation games; tycoon) — стратегии, в которых игрок занимается созданием и управлением собственным бизнесом. В таких стратегиях обычно более проработана экономическая составляющая, на которой и делается основной акцент. Иногда в таких стратегиях присутствуют соперники (конкуренты), но конкуренция с ними, в основном, экономическая.
Экономические стратегии бывают однопользовательские, в которых рыночная среда полностью моделируется только запрограммированными алгоритмами, и многопользовательские, в которых конкурентное окружение и рыночная среда формируется не только алгоритмами, но и в результате взаимодействия множества игроков, что делает виртуальную экономику и её поведение более реалистичным и непредсказуемым по сравнению с однопользовательскими играми. Одним из наиболее известных классических однопользовательских экономических симуляторов является игра Capitalism Тревора Чена. Среди многопользовательских экономических симуляторов можно выделить серию экономических браузерных игр от издателя Виртономика, в которой пользователи развивают свой виртуальный бизнес в конкуренции и кооперации со множеством игроков, строят города, создают политические партии и управляют виртуальными государствами.
Наиболее распространены симуляторы бизнеса («тайкуны», от часто встречающегося в их названиях слова tycoon — «магнат»). Первой игрой подобного рода была игра Сида Мейера Railroad Tycoon. В симуляторах бизнеса играющий управляет как огромными промышленными компаниями (Capitalism II, Industry Giant II), так и более мелкими предприятиями, такими, как закусочная или зоопарк (такие симуляторы носят менее серьёзный характер и часто предназначены не для того, чтобы игрок долго просчитывал ситуации и принимал выгодные решения, а просто для его развлечения; проиграть в таких играх нелегко, так как противников в явном виде нет). Очень распространены транспортные экономические симуляторы, такие, как Transport Tycoon.
Среди других видов экономических стратегий можно отметить такие поджанры, как градостроительные симуляторы (наиболее известна породившая этот жанр игра SimCity, а также серия градостроительных игр, действие которых происходит в древнем мире, — Caesar III, Zeus: Master of Olympus, и прочие; в последней серии присутствуют военные действия), спортивные менеджеры (в которых игрок руководит спортивным клубом, обычно футбольным, но не участвует в матчах непосредственно, а выполняет роль тренера и менеджера команды), симуляторы жизни (очень специфический жанр, происходящий от игры The Sims).
В связи со всеобщим глобальным развитием сети Интернет набирают силу экономические онлайн игры то есть игры представляющие собой некий мир со своими правилами и законами, в котором игроку предоставляется возможность заниматься активной коммерческой деятельностью: строить торговые и производственные предприятия и сооружения, заниматься разработкой природных ресурсов, вести активную финансовую и банковскую деятельность в рамках игрового пространства.
Развитие технологий дистанционного онлайн обучения дали заметный толчок к использованию экономических онлайн игр и симуляторов в образовательных процессах. Корпорации и бизнес-школы начали активно использовать обучающие экономические игры такие как CapSim или Simformer в обучении студентов и менеджеров.

#### Варгейм

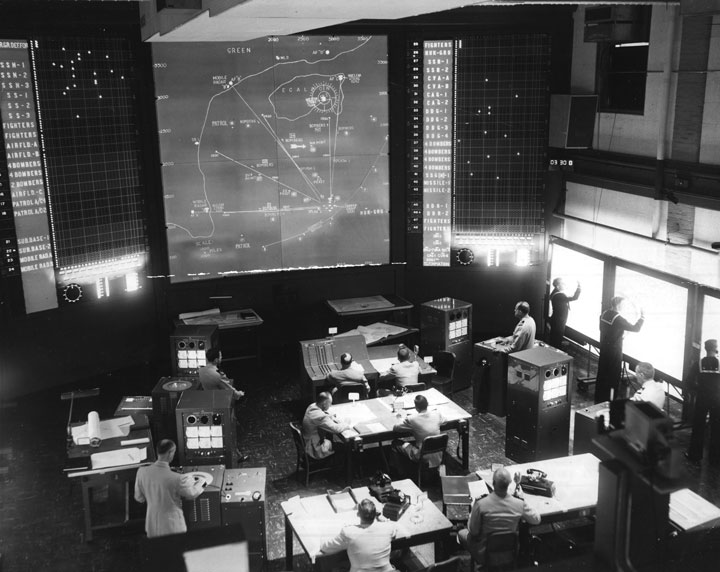
Navy Electronic Warfare Simulator — компьютерный варгейм, использовавшийся для обучения американских военных

Стратегии, в которых отсутствует экономическая составляющая. Обычно это игры, в которых играющий управляет отрядом или армией во время боя. Примером из популярных игр могут служить некоторые моды для Sudden Strike и Блицкрига.
«Варгейм» — не жанр, а характеристика конкретной игры, которая говорит — вам не придётся считать в ней деньги, большую часть игрового времени вы будете воевать всеми доступными средствами. А вот какие средства окажутся вам доступны, и что надо для этого сделать, зависит от фантазии разработчиков.
Примером такой игры является Z 1996 года от английской компании The Bitmap Brothers. Несмотря на полное отсутствие экономики, игроки без проблем повышают качество и количество своих отрядов, умело распоряжаясь двумя важнейшими игровыми ресурсами — территорией и временем. Для стратегического планирования товарно-денежные отношения вовсе не обязательны, хотя, традиционны. Сам жанр остаётся всё той же стратегией или тактикой.

#### Глобальная стратегия
В глобальных стратегиях игрок принимает участие в целом периоде мировой истории, управляя государством; при этом игра учитывает различные факторы развития государств — экономический, военный, культурный, социальный и политический. Выделение глобальных стратегий в единый жанр характерно для русскоязычных специалистов; на Западе этот жанр обычно разделяют на два — 4X и grand strategy. Глобальные стратегии могут быть как в реальном времени, так и пошаговые.

#### 4X-стратегия

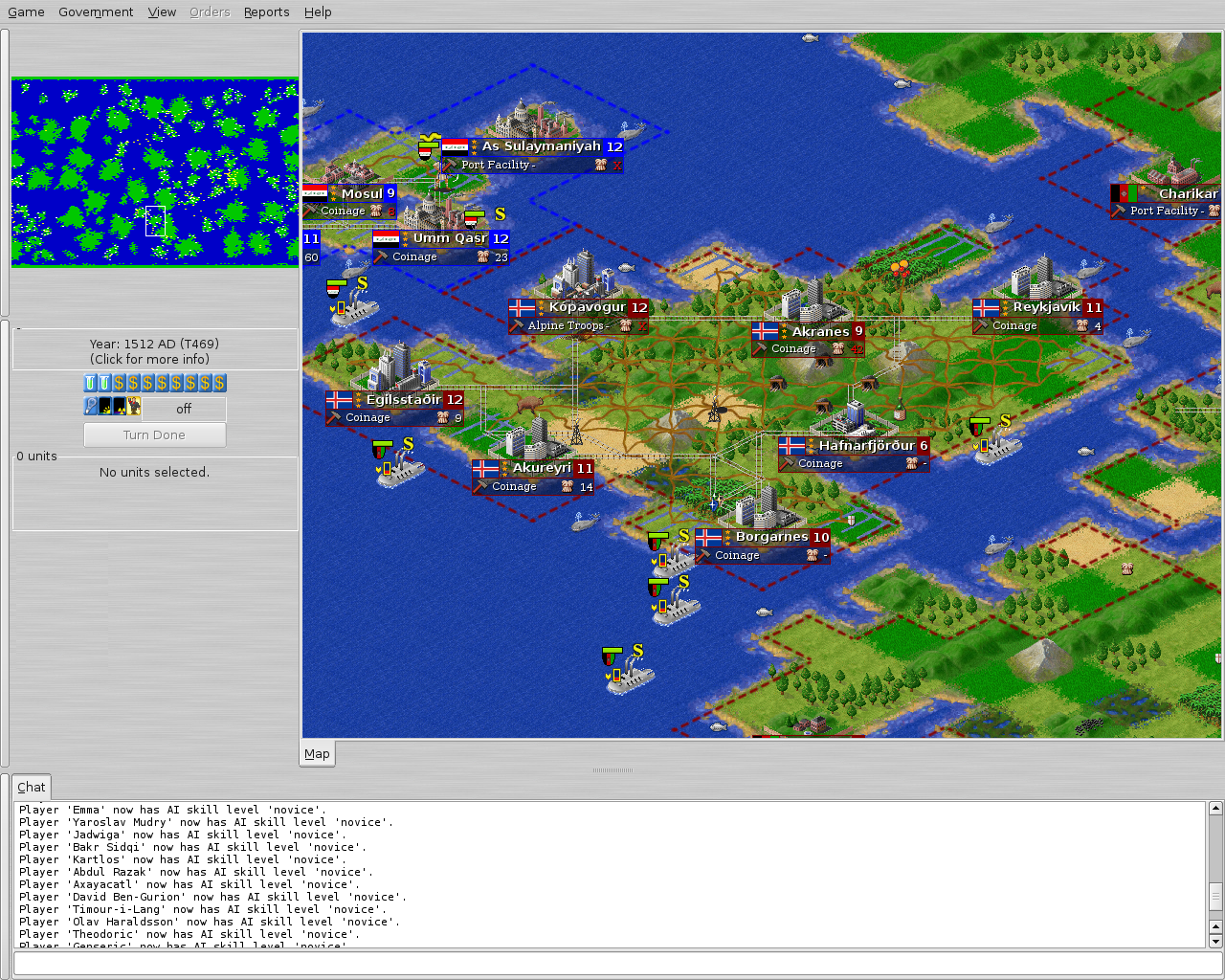
Freeciv — свободная 4X-стратегия

Геймплей 4Х-стратегий включает 4 полноценно реализованных элемента: исследование (новых земель), расширение, эксплуатация, уничтожение. Название происходит от буквы X в соответствующих данным понятиям английских словах eXplore, eXpand, eXploit, eXterminate. Классическим примером 4X стратегий является серия Civilization. В 4X стратегиях, также как и в глобальных, игрок зачастую управляет целым государством. Однако это не является обязательным критерием. 4X стратегии могут быть как в реальном времени, так и пошаговые.

##### Отличие 4X-стратегий от глобальных стратегий
Отличие 4X-стратегий от глобальных стратегий состоит в том, что в глобальных стратегиях может отсутствовать или быть слабо выраженным один из X-элементов. Например, глобальная стратегия Hearts of Iron IV не содержит в себе элемента eXplore (исследование новых земель). Это означает, что стратегия может быть одновременно 4X и глобальной, но не каждая глобальная стратегия является 4X.

#### MOBA

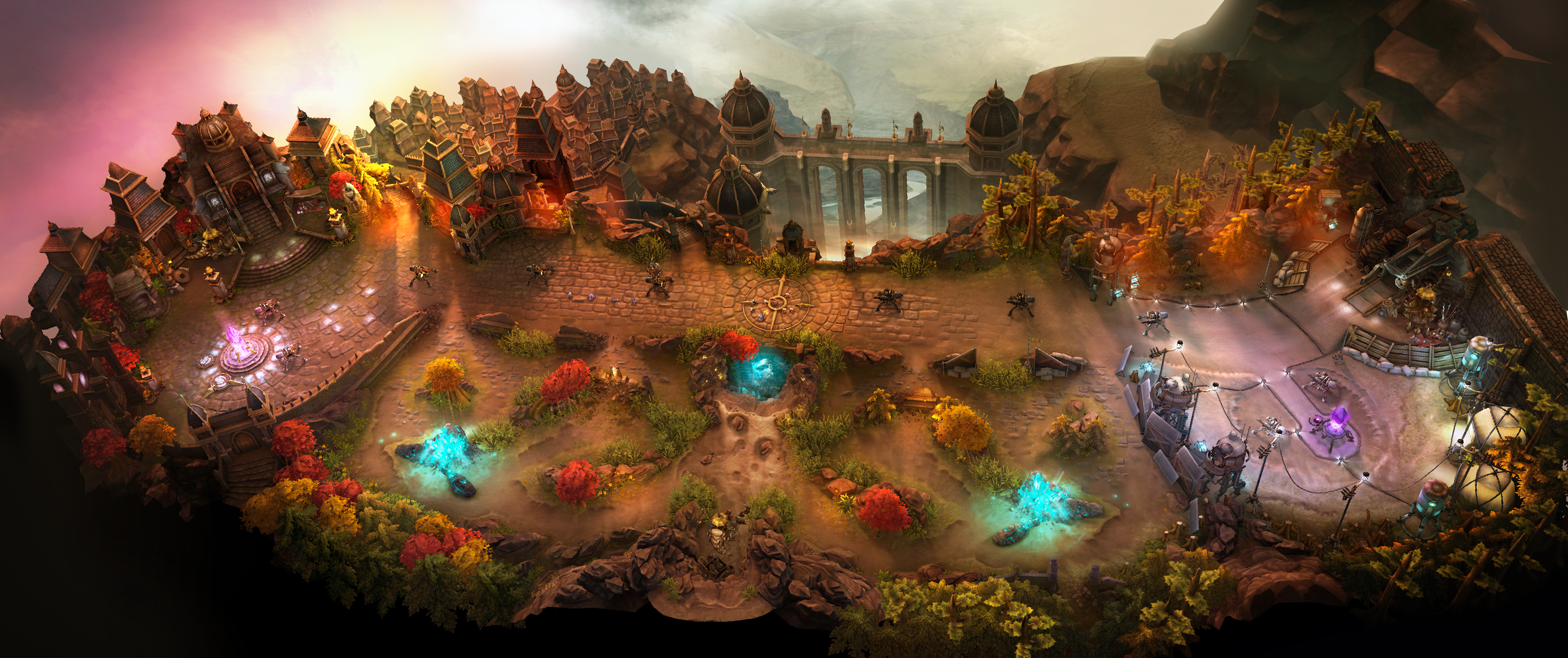
Карта из компьютерной игры Vainglory с основными элементами, характерными для жанра MOBA.

Игры жанра MOBA (англ. Multiplayer Online Battle Arena) сочетают в себе элементы стратегий в реальном времени и компьютерных ролевых игр. Этот жанр возник как ответвление (через модификации) стратегий в реальном времени, и многие игры жанра MOBA используют схожий с ними интерфейс, но отличаются особыми правилами сражения.
В играх жанра MOBA две команды игроков сражаются друг с другом на карте особого вида. Каждый игрок управляет одним персонажем из определённого списка доступных героев, отличающихся способностями. В течение матча персонажи могут становиться сильнее, получать новые способности и снаряжение, подобно компьютерным ролевым играм. Конечной целью в ходе матча является уничтожение главного здания вражеской команды с помощью как героев, управляемых игроками, так и юнитов, управляемых компьютером.

#### Карточная стратегия
Игры, схожие с настольными коллекционными карточными играми. Пример: Magic The Gathering.